# Poa chambersii
Poa chambersii är en gräsart som beskrevs av Robert John Soreng. Poa chambersii ingår i släktet gröen, och familjen gräs. Inga underarter finns listade i Catalogue of Life.